# George Evelyn Hutchinson
George Evelyn Hutchinson (1903 - 1991) fue un zoólogo, ecólogo, limnólogo, y botánico inglés estadounidense, conocido por sus estudios de los lagos de agua dulce y considerado el padre de la limnología de EE. UU.
Nace en Cambridge, Inglaterra, Hutchinson se educa en la "Escuela Gresham", Holt y en Emmanuel College, Cambridge. Después de dos años de conferencista en la Universidad de Witwatersrand en Sudáfrica, consigue trabajo en la Facultad en Yale University en 1928. Se ciudadaniza estadounidense en 1941.
Desarrolló una ilustre carrera en Yale por cuarenta y tres años. En 1949, Hutchinson es elegido miembro de la American Academy of Arts and Sciences; y en 1950 de la Academia Nacional de Ciencias de Estados Unidos. Es galardonado con la National Medal of Science en 1991.
Después de su retiro, se ocupa en múltiples tareas en Inglaterra, falleciendo en Londres el 17 de mayo de 1991.

## Algunas publicaciones
- The Clear Mirror. 1936
- The Itinerant Ivory Tower. 1953
- A Preliminary List of the Writings of Rebecca West, 1912–51. 1957
- A Treatise on Limnology. 1957, 1967, 1975, 1993

Vol I Geography, Physics & Chemistry. 195711
Vol II Introduction to Lake Biology & the Limnoplankton. 1967
Vol III Limnological Botany. 1975
Vol IV The Zoobenthos. 1993
- The Enchanted Voyage. 1962
- The Ecological Theater & the Evolutionary Play. 1965
- Introduction to Population Ecology. 1978
- The Kindly Fruits of the Earth: Recollections of an Embryo Ecologist. Yale University Press, 1979

- La abreviatura «G.E.Hutch.» se emplea para indicar a George Evelyn Hutchinson como autoridad en la descripción y clasificación científica de los vegetales.[1]